# Afrikai lombgalamb

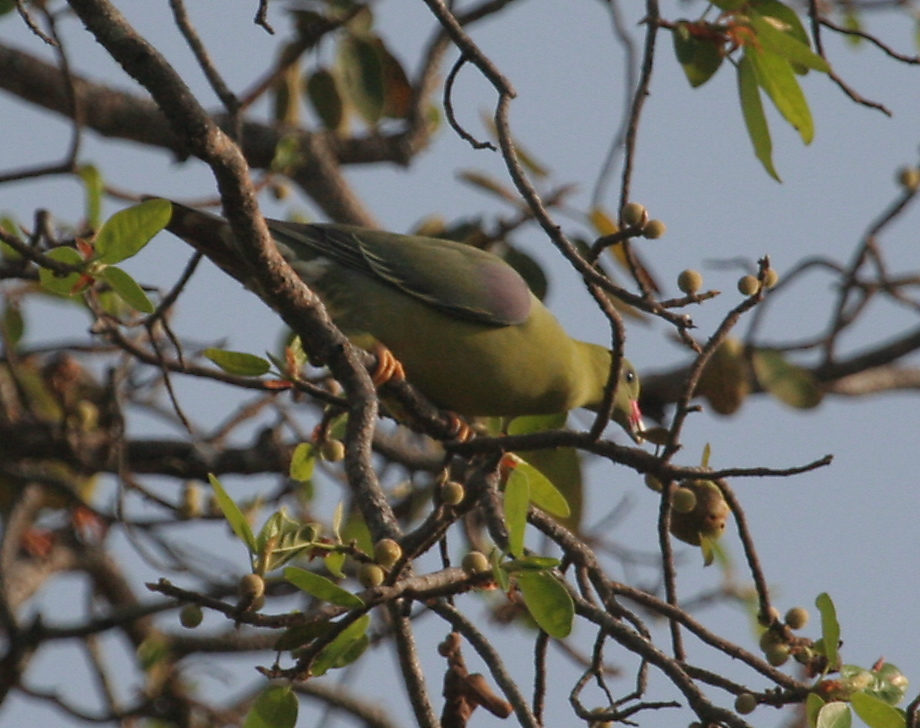

Az afrikai lombgalamb (Treron calvus) a madarak osztályának galambalakúak (Columbiformes) rendjébe és a galambfélék (Columbidae) családjába tartozó faj.

## Előfordulása
Afrika nagy részén, Angola, Benin, Botswana, Burkina Faso, Burundi, Dél-Szudán, Kamerun, a Közép-afrikai Köztársaság, Csád, a Kongói Demokratikus Köztársaság, a Kongói Köztársaság, Elefántcsontpart, Egyenlítői-Guinea, Etiópia, Gabon, Gambia, Ghána, Guinea, Bissau-Guinea, Kenya, Libéria, Malawi, Mali, Mauritánia, Mozambik, Namíbia, Niger, Nigéria, Ruanda, São Tomé és Príncipe, Szenegál, Sierra Leone, a Dél-afrikai Köztársaság, Szudán, Szváziföld, Tanzánia, Togo, Uganda, Zambia és Zimbabwe területén honos.

## Alfajai
- Treron calvus calvus
- Treron calvus ansorgei
- Treron calvus brevicera
- Treron calvus chobiensis
- Treron calvus clayi
- Treron calvus damarensis
- Treron calvus delalandii
- Treron calvus gibberifrons
- Treron calvus glauca
- Treron calvus granti
- Treron calvus granviki
- Treron calvus nudirostris
- Treron calvus orientalis
- Treron calvus poensis
- Treron calvus salvadorii
- Treron calvus schalowi
- Treron calvus sharpei
- Treron calvus uellensis
- Treron calvus virescens
- Treron calvus vylderi
- Treron calvus wakefieldii

## Megjelenése
Feje, tarkója, nyaka és hasa szürkés–zöld vagy sárgás–zöld. Combja sárga, szárnyainak felső része mályva színű, lábai pirossak, csőre fehér és narancssárga.

## Életmódja
Félénk, csendes, diszkrét madár. Sűrű lombozatú fákon él, ritkán merészkedik a talajra. Tápláléka gyümölcsökből áll, legfőképp fügét fogyaszt.

## Szaporodása
Fészkét gallyakból és levelekből készíti. Fészekalja 1–2 tojásból áll, melyen 13 napig kotlik.